# Katja Adler
Katja Adler (* 20. Mai 1974 in Eisenhüttenstadt) ist eine deutsche Politikerin (FDP) und Beamtin. Sie war von 2021 bis 2025 Mitglied des Deutschen Bundestags.

## Leben und Beruf
Adler besuchte von 1980 bis 1990 die polytechnische Oberschule. Von 1982 bis 1984 besuchte sie die Sportschule Frankfurt (Oder). Ab 1990 war sie Schülerin des Gymnasiums Eisenhüttenstadt, wo sie 1992 ihr Abitur erhielt. Anschließend studierte sie an der Fachhochschule für öffentliche Verwaltung in Bernau, wo sie 1995 einen Abschluss als Diplom-Verwaltungswirtin (FH) erlangte. 1997 nahm sie an der Fernuniversität Hagen ein berufsbegleitendes Studium in Sozialen Verhaltenswissenschaften im Hauptfach sowie in Politikwissenschaft und Rechtswissenschaft als Nebenfächern auf, das sie 2006 mit einem Magister Artium abschloss.
1995 arbeitete sie für das Landesamt für Ernährung, Landwirtschaft und Flurneuordnung in Frankfurt an der Oder. Von 1995 bis 2002 war Adler im Bildungsministerium von Mecklenburg-Vorpommern tätig mit dem Schwerpunkt Wissenschaft und Forschung an Hochschulen. Dabei betreute sie die Universität Greifswald und Hochschule für Musik und Theater Rostock. 2002 zog sie nach Hessen und war bis 2011 in Rheinland-Pfalz im Ministerium für Bildung, Wissenschaft, Jugend und Kultur tätig mit Schwerpunkt Hochschulen und Wissenschaft. Von 2009 bis 2011 war sie zur Stiftung Rheinland-Pfalz für Innovation zugewiesen. Von 2012 bis 2021 war sie im Ministerium für Familie, Frauen, Kultur und Integration Rheinland-Pfalz tätig. Dabei arbeitete sie von 2011 bis 2017 in der Abteilung Kinder und Jugend und von 2017 bis 2021 in der Abteilung Verbraucherschutz.

## Politische Tätigkeiten
Adler trat im Jahr 2010 in die FDP ein und ist seit 2011 Vorsitzende der FDP Oberursel. Seit 2014 ist sie Mitglied der FDP-Fraktion der Stadtverordnetenversammlung Oberursel, wo sie von 2016 bis 2021 Vorsitzende des Sozial-, Bildungs- und Kulturausschusses und Vorsitzende ihrer Fraktion war. Von 2021 bis Ende 2022 war sie stellvertretende Vorsitzende ihrer Fraktion. Seit 6. Dezember 2022 ist Katja Adler die einzige Vertreterin der FDP im Oberurseler Stadtparlament – ohne Fraktionsstatus. Wegen Uneinigkeiten in der Fraktion, die sich im Zuge der Haushaltsdebatte manifestierten, traten alle anderen drei Fraktionsmitglieder aus der FDP aus und sind nun als Vertreter der neu gegründeten ULO (Unabhängige Liste Oberursel) als Fraktion im Stadtparlament vertreten.
Seit 2016 ist Katja Adler Mitglied im Kreistag des Hochtaunuskreises und dort Mitglied im Ausschuss für Schule, Kultur, Sport und Freizeit. Seit 2021 ist sie stellvertretende Vorsitzende des Ausschusses und stellvertretende Fraktionsvorsitzende der FDP-Fraktion.
Von 2017 bis 2019 war sie Mitglied des Landesvorstandes der FDP Hessen in der Funktion der Beisitzerin. Seit 2020 ist sie Mitglied des Kreisvorstandes der FDP Hochtaunuskreis als Beisitzerin.
Bei der Bundestagswahl 2021 kandidierte Adler als Direktkandidat der FDP im Bundestagswahlkreis Hochtaunus sowie auf der Landesliste der FDP Hessen auf Listenplatz 6. Sie erhielt in ihrem Wahlkreis 11,6 % der Erststimmen und erreichte mit diesem Ergebnis nur den vierten Platz. Über die Landesliste konnte sie dennoch in den Bundestag einziehen. Im Bundestag war sie ordentliches Mitglied im Ausschuss für die Angelegenheiten der Europäischen Union und im Ausschuss für Familie, Senioren, Frauen und Jugend. Zudem war sie Schriftführerin sowie stellvertretendes Mitglied im Ausschuss für Bildung, Forschung und Technikfolgenabschätzung und im Ausschuss für Gesundheit.
Seit 2023 ist Katja Adler Kuratoriumsmitglied für World Vision Deutschland. Seit 2025 tritt sie als Autorin des rechtspopulistischen und rechtskonservativen Onlinemediums Nius auf.

## Politische Positionen
Im September 2022 stimmte sie als eine von sieben Abgeordneten der FDP-Fraktion im Bundestag gegen eine Neufassung des Infektionsschutzgesetz der Ampel-Koalition. Im Februar 2024 stimmte sie als einziges Mitglied der FDP-Fraktion gegen das Cannabisgesetz.

## Privates
Adler ist Mutter von zwei Kindern (* 2003; * 2008). Seit 2002 wohnt Adler in Oberursel.

## Veröffentlichungen
- Rolle rückwärts DDR? Wie unsere Freiheit in Gefahr gerät. FinanzBuch Verlag, München 2024, ISBN 978-3-95972-806-5.